# ГЕС Ванттаускоскі
ГЕС Ванттаускоскі (фін. Vanttauskosken voimalaitos) — гідроелектростанція на півночі Фінляндії у провінції Лапландія, розташована за 50 км на схід від міста Рованіємі. Входить до каскаду на річці Кемійокі (впадає у північну частину Ботнічної затоки), розташована між ГЕС Пірттікоскі (вище за течією) та ГЕС Валаяскоскі.
Під час будівництва станції у 1967—1972 роках річку звузили земляною греблею, після чого остаточно перекрили бетонною греблею із двома шлюзами для перепуску надлишкової води та машинним залом. Загальна довжина бетонної греблі 124 метри, крім того, споруджено 0,6 км земляних дамб висотою до 33 метрів. Як наслідок вище за течією річки утворилось водосховище об'ємом 45 млн м3.
Машинний зал первісно був обладнаний двома турбінами типу Каплан загальною потужністю 83 МВт, які при напорі у 22 метри забезпечували середньорічне виробництво на рівні 433 млн кВт·год електроенергії. На початку 2010-х років ГЕС Ванттаускоскі модернізували, збільшивши її потужність до 95 МВт (втім, річне виробництво зросло не так сильно — до 448 млн кВт·год).